# Městský kostel (Hohnstein)
Městský kostel v Hohnsteinu (německy Stadtkirche Hohnstein či George-Bähr-Kirche Hohnstein) je evangelicko-luterský městský kostel postavený po velkém požáru města v barokním slohu v letech 1725–1728. Centrální stavbu s chórovou věží navrhl drážďanský stavitel George Bähr (1666–1738).

## Historie
Ve středověku byl Hohnstein arcikněžským sídlem. Roku 1381 je prvně písemně zmiňován farní kostel zasvěcený svatému Michaeli archanděli, na jehož svátek se ve městě konal jarmark. V rámci reformace se stal kostel roku 1539 protestantským. Roku 1615 byla při jeho jižní stěně postavena nová věž a do ní ke dvěma starším zvonům přibyl jeden nový. Kostel spolu s 52 obytnými domy podlehl požáru města dne 22. září 1724. Ještě téhož roku začaly přípravy na jeho obnovu. Výstavba se zakomponováním obvodových zdí vyhořelé stavby začala 1. května 1725. Vedl ji drážďanský stavitel George Bähr (1666–1738). Vysvěcení novostavby proběhlo 4. října 1728. Věž byla dokončena roku 1730 a v roce 1736 byl posvěcen oltář. Stará fara byla stržena roku 1749 a na jejím místě vyrostla roku 1750 nová. Velká obnova v historizujícím slohu proběhla v roce 1881. Tyto úpravy však odstranila renovace kostela z let 1962–1967. Zatím poslední rekonstrukce proběhla roku 2010.
Kostel spravuje Evangelicko-luterská církevní obec Sebnitz-Hohnstein a je využíván k pravidelným bohoslužbám. Je evidován jako kulturní památka pod číslem 09253994. Stavba je řazena k nejvýznamnějším svého druhu v Sasku.

## Popis
Orientovaná centrální stavba stojí na čtvercovém půdorysu a nese typický Bährův rukopis. Plochostropou loď kryje malovaný kazetový strop. Dvoupatrová třístranná empora je ornamentálně zdobená. Presbytář, umístěný v chórové věži, kryje křížová klenba. V něm umístěný dřevěný portikový oltář vytvořil sochař Johann Gottlieb Kirchner (1706–1768), maloval jej dvorní malíř Carl Christian Reinow (1685–1749). Oltář je spojen s kazatelnou. Skulpturami zdobená dřevěná křtitelnice pochází z roku 1738. Pět patronátních lóží sloužilo váženým měšťanům, kteří přispěli na stavbu po požáru.

### Varhany
Varhany z roku 1843 byly v roce 1965 přeneseny do městského kostela v Radebergu. Tohoto roku obdržel hohnsteinský kostel nástroj z vesnického kostela v Stöntzschu, vesnice zničené kvůli těžbě hnědého uhlí. Tyto původně pětirejstříkové varhany z roku 1678 od Georga Oehma byly Johannem Christophem Schmiedem rozšířeny na 10 rejstříků. V letech 1731 a 1732 je prověřil Johann Sebastian Bach (1685–1750). Roku 1860 je přestavěl Wilhelm Berger, v roce 1935 je pak renovovala a rozšířila firma Hermann Eule. Současná dispozice je 15 rejstříků v jednom manuálu a pedálu.
| Manuál C–c3      |       |
| Spitz principal  | 8′    |
| Flétna trubicová | 8′    |
| Praestant        | 4′    |
| Kryt             | 4′    |
| Nasard           | 2⁄3′  |
| Oktáva           | 2′    |
| Tercie           | 13⁄5′ |
| Sifflöte         | 1′    |
| Mixtura IV       | 1⁄3′  |
| Trompeta         | 8′    |

| Pedál C–c1           |     |
| Subbass              | 16′ |
| Principalbass        | 8′  |
| Šalmaj vzdušnicová V |     |
| Pozoun líbezný       | 16′ |
| Kornet zpěvavý       | 4′  |

## Okolí kostela
Kostel stojí v historickém jádru města a je tak součástí místní památkové zóny. Jižním směrem se rozkládá areál hradu Hohnsteinu, fara stojí na severozápadě. Hřbitovní kaple, přestavěná roku 1717 a obklopená hřbitovem, stojí asi 500 metrů jihovýchodovýchodním směrem.

## Galerie

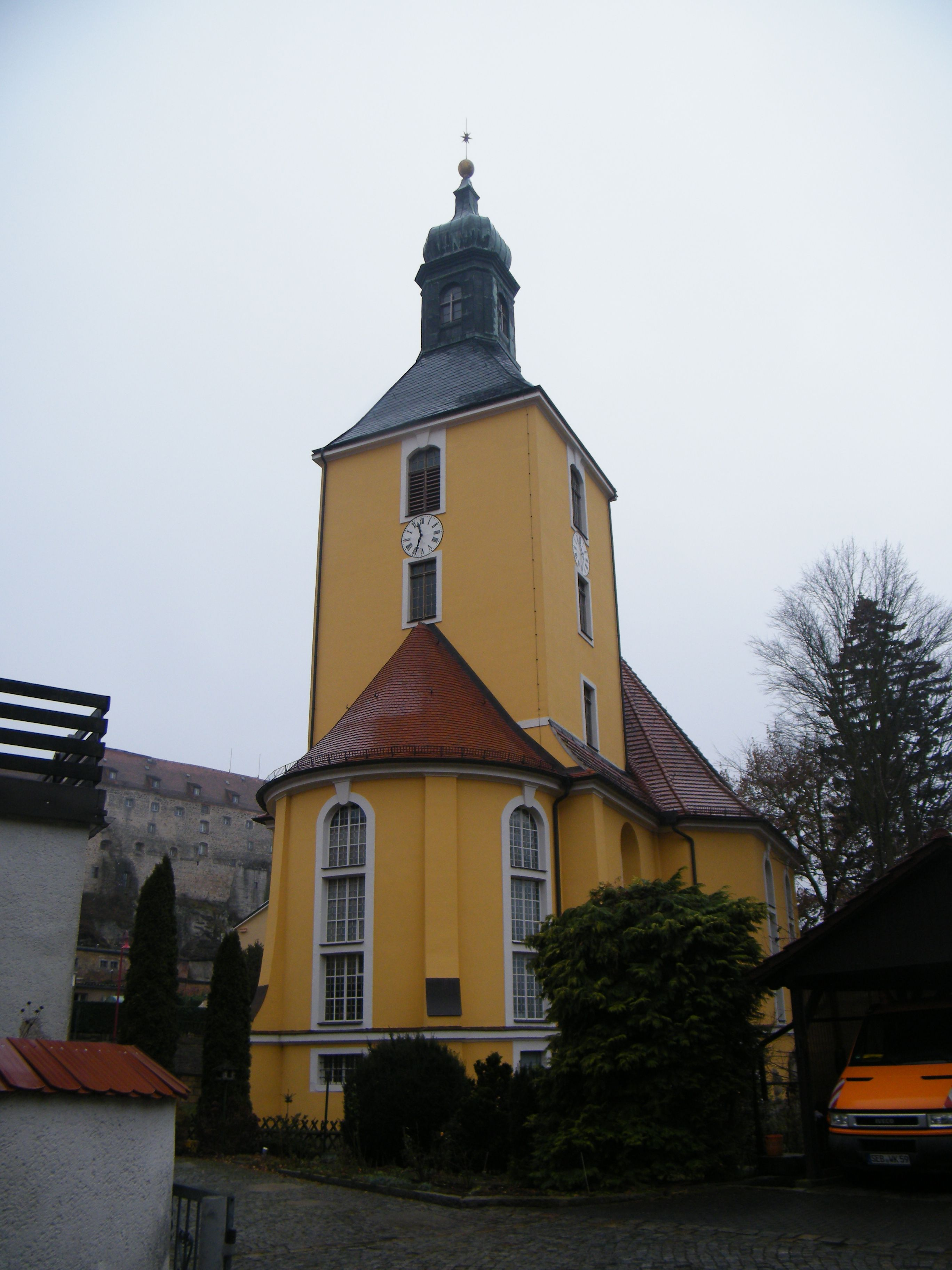
Pohled na věž s presbytářem
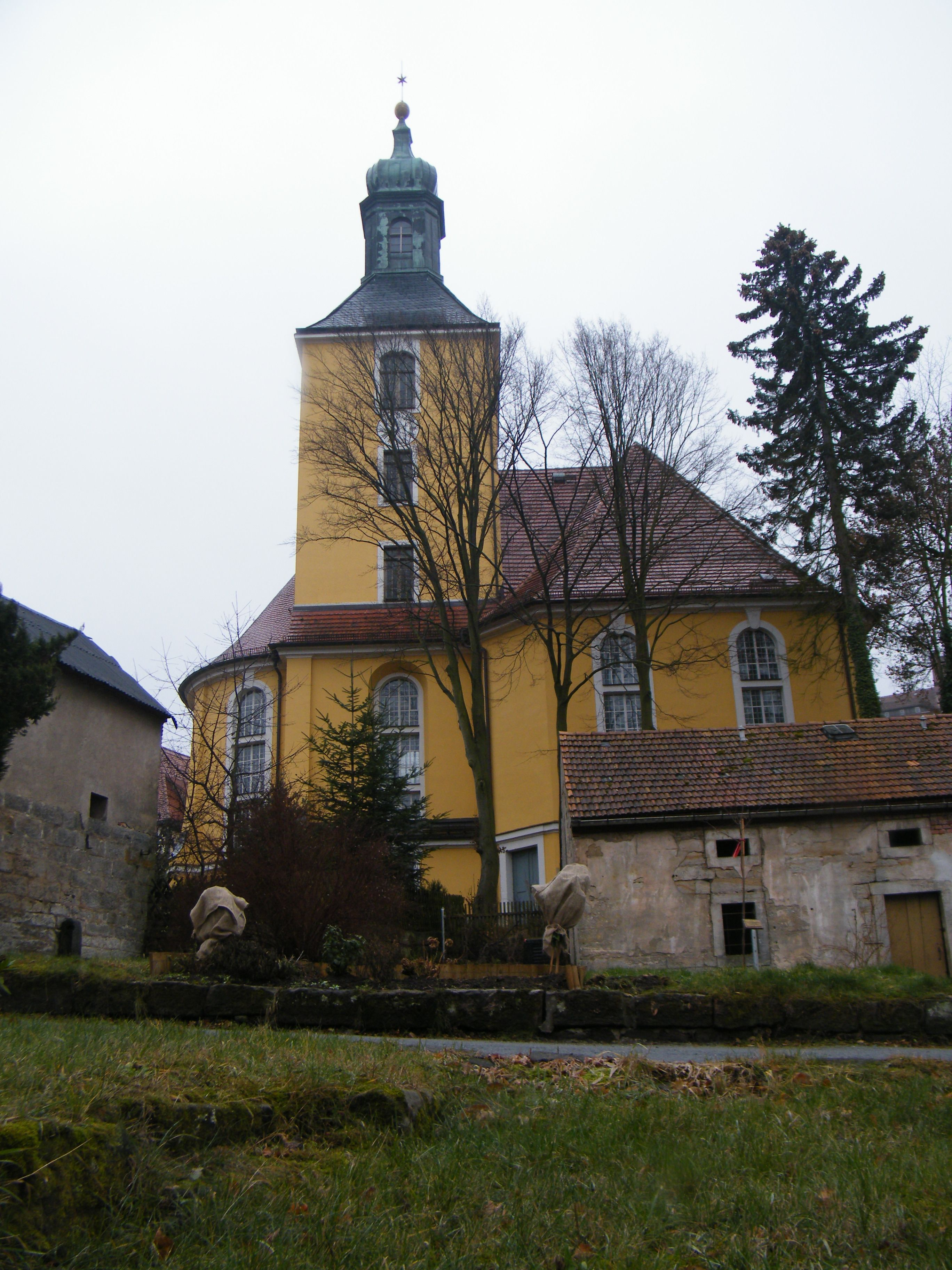
Pohled od severu
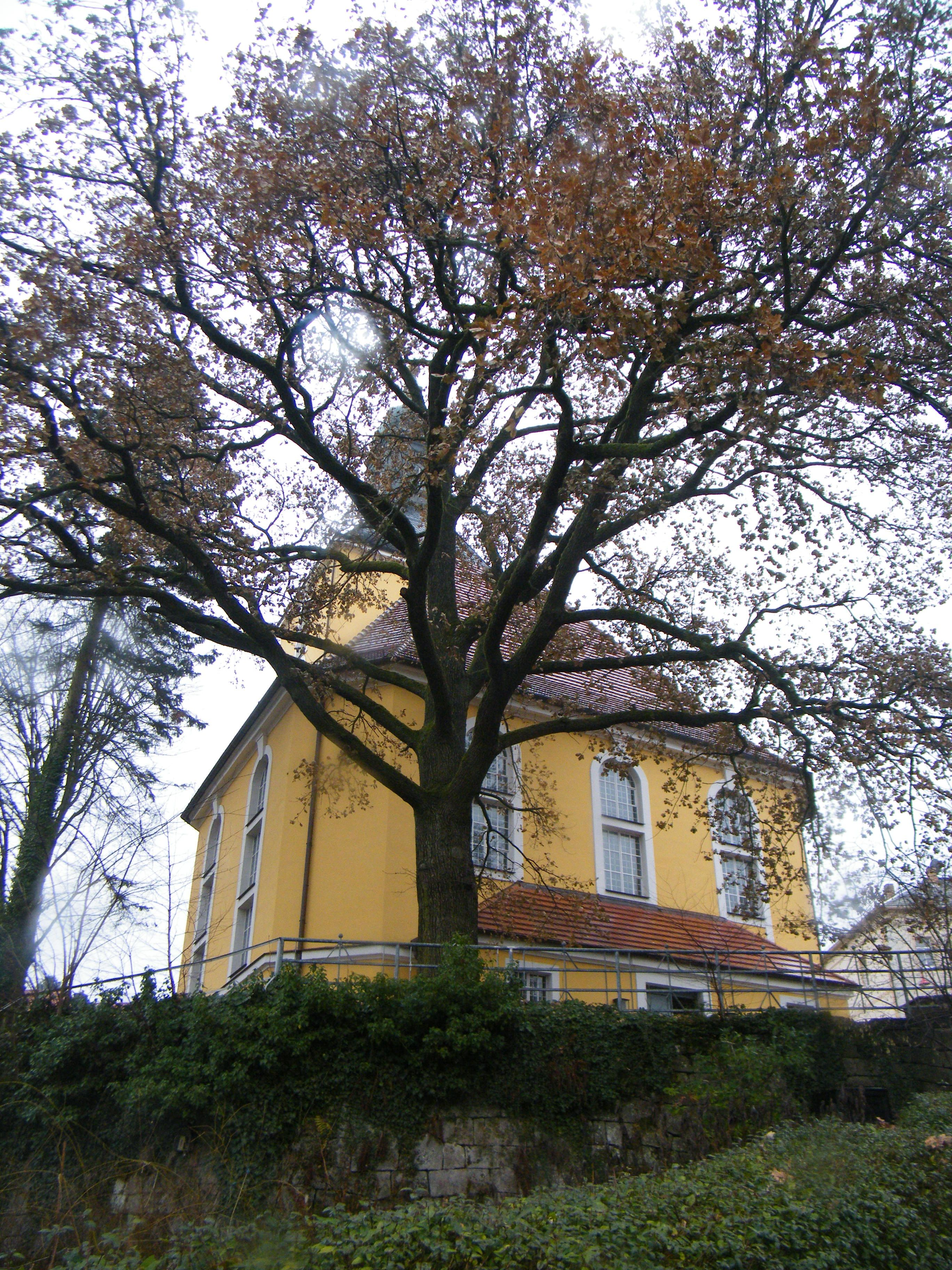
Pohled od západu
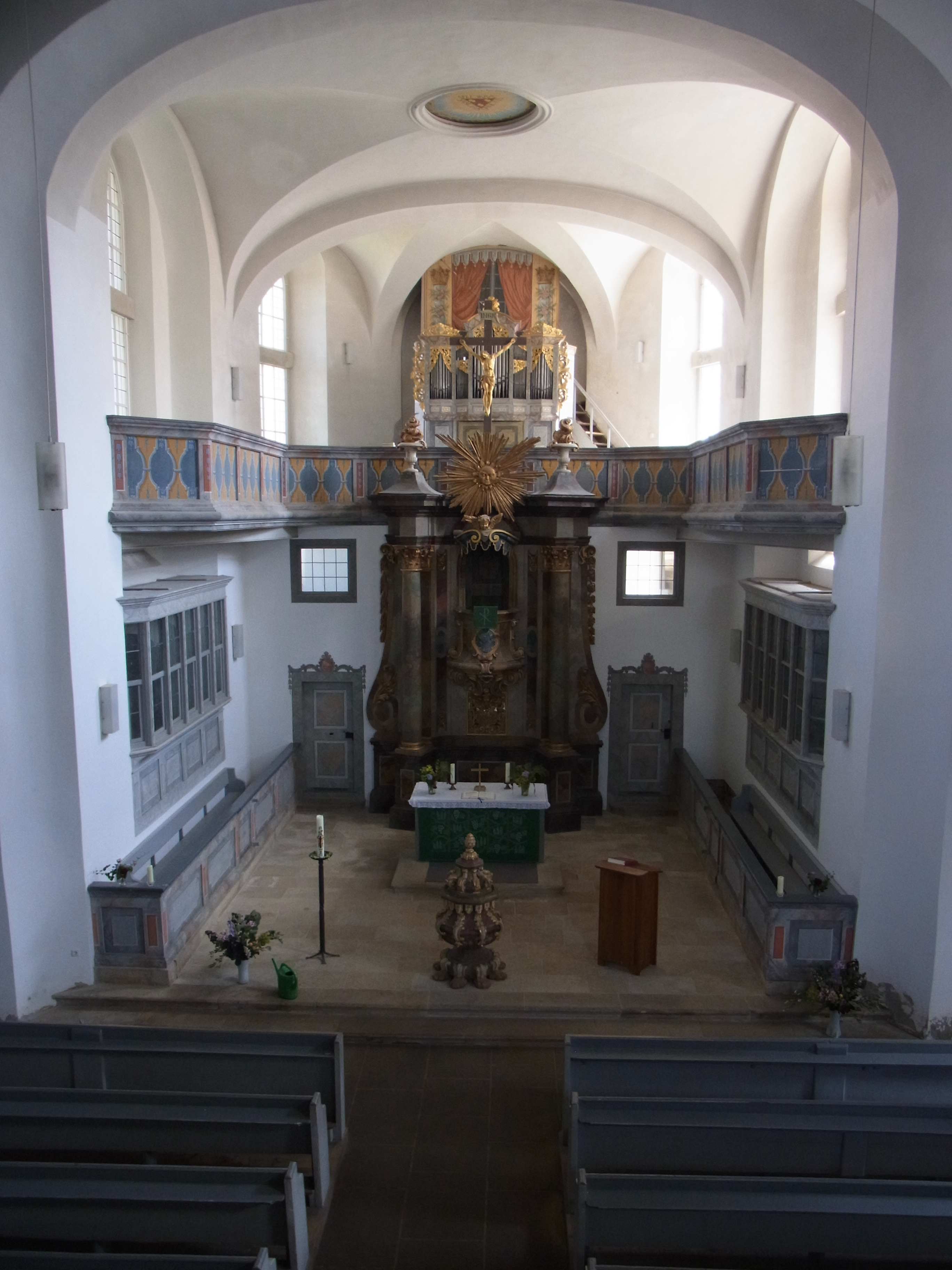
Pohled do lodi a presbytáře
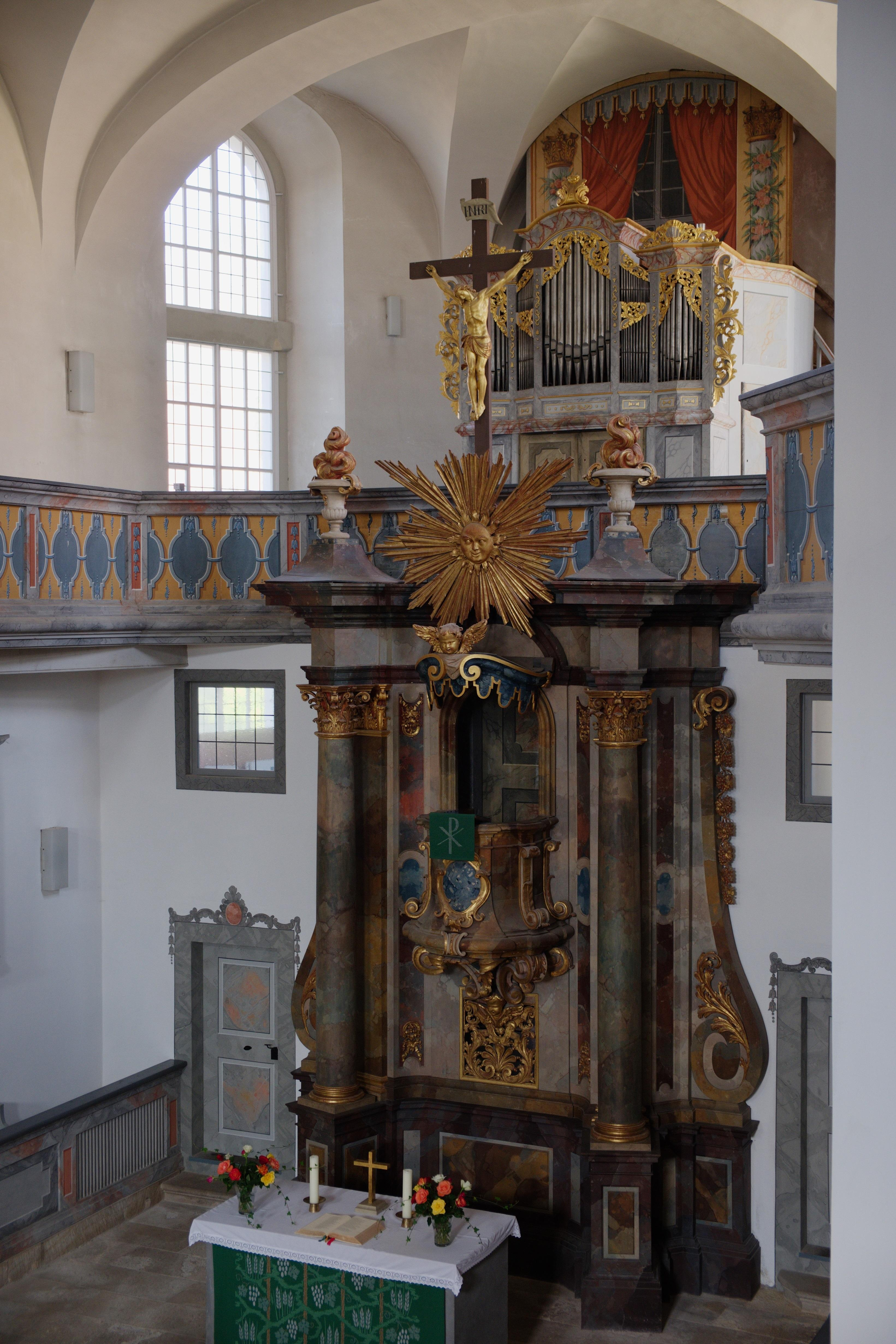
Oltář s kazatelnou a varhanami
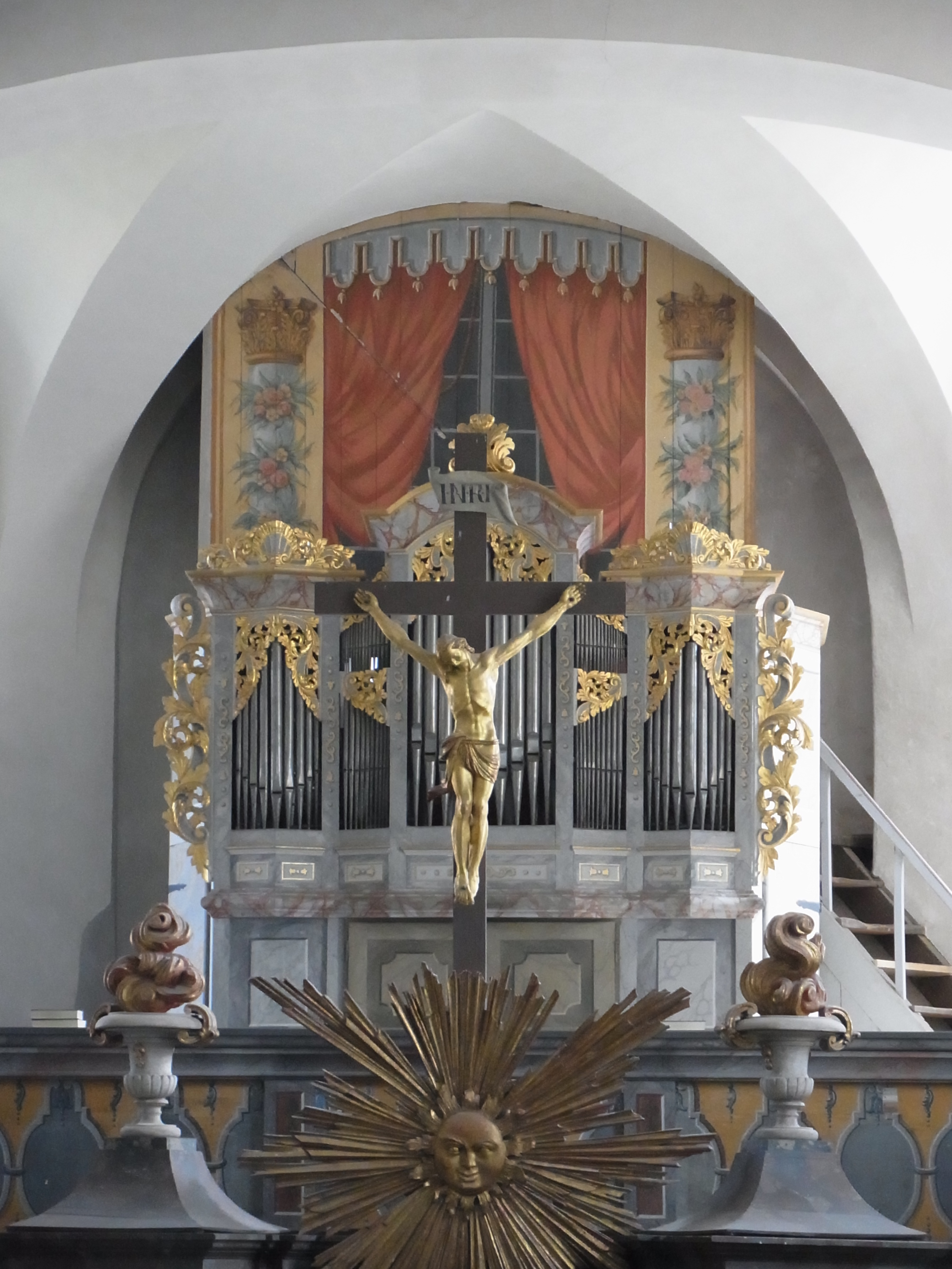
Varhany
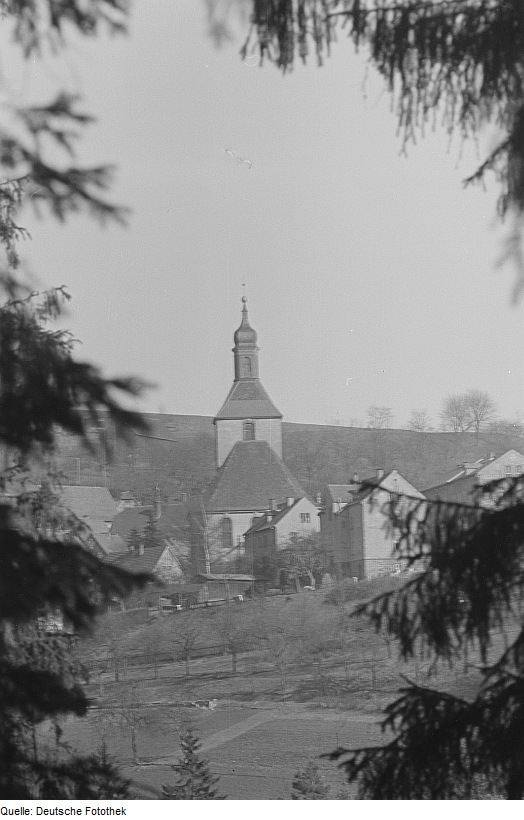
Pohled od západu v roce 1953